# العلاقات المارشالية الغانية
العلاقات المارشالية الغانية هي العلاقات الثنائية التي تجمع بين جزر مارشال وغانا.

## مقارنة بين البلدين
هذه مقارنة عامة ومرجعية للدولتين:
| وجه المقارنة                                              | جزر مارشال                     | غانا         |
| --------------------------------------------------------- | ------------------------------ | ------------ |
| المساحة (كم2)                                             | 181                            | 238.53 ألف   |
| عدد السكان (نسمة)                                         | 53.13 ألف                      | 26.91 مليون  |
| الكثافة السكانية (ن./كم²)                                 | 29.35 ألف                      | 112.82       |
| العاصمة                                                   | ماجورو                         | أكرا         |
| اللغة الرسمية                                             | لغة إنجليزية، اللغة المارشالية | لغة إنجليزية |
| العملة                                                    | دولار أمريكي                   | سيدي غاني    |
| الناتج المحلي الإجمالي (بليون دولار)                      | 199.40 مليون                   | 47.33 مليار  |
| الناتج المحلي الإجمالي (تعادل القوة الشرائية) بليون دولار | 207.25 مليون                   | 115.41 مليار |
| الناتج المحلي الإجمالي الاسمي للفرد دولار أمريكي          | 3.38 ألف                       | 1.37 ألف     |
| الناتج المحلي الإجمالي للفرد دولار أمريكي                 | 3.80 ألف                       | 4.08 ألف     |
| مؤشر التنمية البشرية                                      |                                | 0.579        |
| رمز المكالمات الدولي                                      | +692                           | +233         |
| رمز الإنترنت                                              | .mh                            | .gh          |
| المنطقة الزمنية                                           | ت ع م+12:00                    | 00           |

## منظمات دولية مشتركة
يشترك البلدان في عضوية مجموعة من المنظمات الدولية، منها:
| علم المنظمة | اسم المنظمة                                 | تاريخ انضمام جزر مارشال | تاريخ انضمام غانا |
| ----------- | ------------------------------------------- | ----------------------- | ----------------- |
|             | البنك الدولي للإنشاء والتعمير               | 21 مايو 1992            | 20 سبتمبر 1957    |
|             | يونسكو                                      | 30 يونيو 1995           | 11 أبريل 1958     |
|             | الاتحاد الدولي للاتصالات                    | 22 فبراير 1996          | 17 مايو 1957      |
|             | مؤسسة التمويل الدولية                       | 23 سبتمبر 1992          | 3 أبريل 1958      |
|             | منظمة الشرطة الجنائية الدولية               | ?                       | ?                 |
|             | مؤسسة التنمية الدولية                       | 19 يناير 1993           | 29 ديسمبر 1960    |
|             | الأمم المتحدة                               | 17 سبتمبر 1991          | 8 مارس 1957       |
|             | مجموعة دول أفريقيا والكاريبي والمحيط الهادئ | ?                       | ?                 |
|             | منظمة حظر الأسلحة الكيميائية                | ?                       | ?                 |

## وصلات خارجية
- موقع وزارة الخارجية الغانية